# تا بثيت
تا بثيت أو تا بتيت أو تا بتشيت هي إلهة قديمة في الدين المصري القديم. تُعرف بأنها زوجة حورس الكبير. تا بثيت هي إلهة تتخذ شكل العقرب، والدم الذي سال منها عندما افتض حورس غشاء بكارتها لربما أصبح ترياق السموم، وهو تفسير بدائي منطقي في حينه لوجود مثل هذه الترياقات في الطب المصري. يمكن أن تكون مرتبطة بعروس أخرى ارتبطت بأحد تجليات حورس، وهي سرقت.